# 河東町代田
河東町代田（かわひがしまち よだ）は、福島県会津若松市の大字である。郵便番号は969-3412。

## 地理
会津若松市北部の河東地区（旧河沼郡河東町域）に属する。北で河東町福島、北東で河東町大田原、南東で河東町熊野堂、南で河東町谷沢、河沼郡湯川村桜町、南西で湯川村清水田、西で湯川村笈川とそれぞれ隣接する。概ね町村制施行以前の河沼郡代田村の流れを汲む地域である。河東地区西端に位置し、一級水系阿賀野川水系溷川右岸側域の一部を主な範囲とする。中央部を南北に国道121号とJR磐越西線縦断する。域内全域にわたり水田が広がり、中央部の代田、東部の北畑、西部の大坪に集落が点在する。

### 河川・湖沼
一級水系阿賀野川水系
- 溷川

### 主な字
字
- 石田甲
- 戌亥
- 戌亥乙
- 岩田
- 岩田甲
- 扇田

- 扇田甲
- 大坪
- 大坪甲
- 北畑
- 北畑西甲
- 北畑南乙

- 五百苅甲
- 下カツカラハシ甲
- 砂田乙
- 千苅田
- 千苅田甲
- 東泉寺甲

- 西台下乙
- 橋本
- 代田
- 代田甲
- 六反田甲

## 歴史
- 1879年1月27日 - 代田村が福島県内における郡区町村制の施行により河沼郡の村となる。
- 1889年4月1日 - 町村制の施行により代田村が周辺7村と合併し堂島村が発足する。旧代田村域は堂島村の大字となる。
- 1957年4月1日 - 堂島村が日橋村と合併して河東村が発足し、河東村の大字となる。
- 1978年4月1日 - 河東村が町制施行し、河東町の大字となる。
- 2005年11月1日 - 河東町が会津若松市に編入され、会津若松市の大字となる。

## 世帯数と人口
2024年1月1日現在の世帯数と人口は以下の通りである。
| 大字       | 世帯数 | 人口  |
| ---------- | ------ | ----- |
| 河東町代田 | 68世帯 | 170人 |

## 小・中学校の学区
市立小・中学校に通う場合、学区は以下の通りとなる。
| 番地 | 小学校                       | 中学校                       |
| ---- | ---------------------------- | ---------------------------- |
| 全域 | 会津若松市立河東学園前期課程 | 会津若松市立河東学園後期課程 |

## 交通

### 鉄道
JR東日本
- 磐越西線

### 道路
- 国道121号
- 幹線一級市道39号

## 施設
- 大坪集会所
- 弥陀寺
- 依田稲荷神社
- 代田農村公園
- 依田郷頭荒井十左衛門舘跡